# Ландивар, Рафаэль
Рафаэль Ландивар (исп. Rafael Landívar; 27 октября 1731, Сантьяго-де-лос-Кабальерос, Гватемала, генерал-капитанство Гватемала — 27 сентября 1793, Болонья, Италия) — гватемальский поэт и римо-католический священник-иезуит. Считается одним из важных авторов испаноязычной универсалистской школы XVIII века, стоявшим у истоков литературы Мексики и Гватемалы.

## Ранние годы
Ландивар родился 27 октября 1731 года в семье Педро Ландивара-и-Кабальеро, дворянина из Наварры, и доньи Хуаны Ксавьеры Руис де Бустаманте, креолки из Эль-Панчоя в доме возле церкви и монастыря Общества Иисуса в Сантьяго-де-лос-Кабальерос-де-Гватемала, который сейчас известен как Антигуа.
Рафаэль получил степень бакалавра философии в 1746 году в колехио Сан-Борха (Colegio Mayor Universitario de San Borja). Он изучал теологию и в мае 1747 года удостоился степени лиценциата и магистра искусств в Королевском и Папском университете Сан-Карлос-Борромео.

## Ландивар и иезуиты
В 1750 году Ландивар поступил в иезуитскую семинарию в Тепоцотлане в Мексике. Он занимал различные академические должности и был рукоположён в священники в 1755 году. По возвращении в Гватемалу в 1760 году он преподавал в колехио Сан-Борха и в конечном итоге стал его ректором.
В 1765 году он написал стихотворение о землетрясениях 1751 года в Сантьяго-де-лос-Кабальерос, которое было опубликовано вместе с его «Rusticatio Mexicana» после изгнания иезуитов из испанских владений в 1767 году. В 1766 году он произнёс на латыни надгробную речь на похоронах первого архиепископа Гватемалы Франсиско Пардо-и-Фигередо.

## Высылка из Гватемалы в Европу
2 апреля 1767 года иезуиты после воцарения Карла III были изгнаны из Испанской империи. Ландивар вместе с оставшимися иезуитами отправился сначала в Мексику, а затем в Европу, поселившись в Болонье. В Италии он опубликовал свою описательную поэму «Мексиканская сельская жизнь» («Сельская жизнь в Мексике», «Сельская Мексика», «Через поля Мексики», Rusticatio Mexicana). В ней он воспевает Новый свет и Гватемалу в частности, местные флору и фауну, а также быт жителей. Поэма написана гекзаметром на латыни, поэтому Ландивара называют американским Вергилием.
Работа достигла такого успеха уже в первом своём издании, опубликованном в Модене в 1781 году, что в 1782 году в Болонье и Лейпциге вышло второе издание, состоящее из 15 книг и приложения и содержащее в общей сложности 5348 стихов. Другие известные его сочинения — «В столицу Гватемалы» («К городу Гватемале», «A la capital de Guatemala») и «Петушиный бой» («Pelea de gallos»).

## Смерть и погребение
Ландивар умер 27 сентября 1793 года в Болонье, где был похоронен в церкви Санта-Мария-делле-Мурателле. В 1950 году его останки были найдены и перезахоронены в Гватемале, где он был похоронен в роскошном мавзолее, расположенном в Антигуа-Гуатемале.

## Повторное открытие
По словам историка Рамона А. Саласара, писавшего в 1897 году, издания «Сельской жизни в Мексике» выходили небольшими тиражами, а эта работа почти неизвестна в Гватемале. Будучи министром иностранных дел в правительстве генерала Хосе Марии Рейны Барриоса в 1893 году, Саласар попросил гватемальского консула в Венеции посетить Болонью и узнать всё, что можно, о Ландиваре. Находок было немного, но консул отправил два экземпляра Rusticatio Mexicana, один из которых был переведён на испанский язык доктором Антонио Рамиресом Фонтечой, который напечатал его в Мадриде — как раз вовремя, чтобы представить его на Центральноамериканской выставке 1897 года; другой экземпляр хранился в библиотеке Министерства иностранных дел, а затем был передан поэту Хоакину Йеле для выполнения ещё одного перевода.
Иезуиты вернулись в Гватемалу в 1955 году. В стране начался бум в создании католических школ, и в 1961 году иезуиты основали Университет Рафаэля Ландивара.